# Flubber (material)

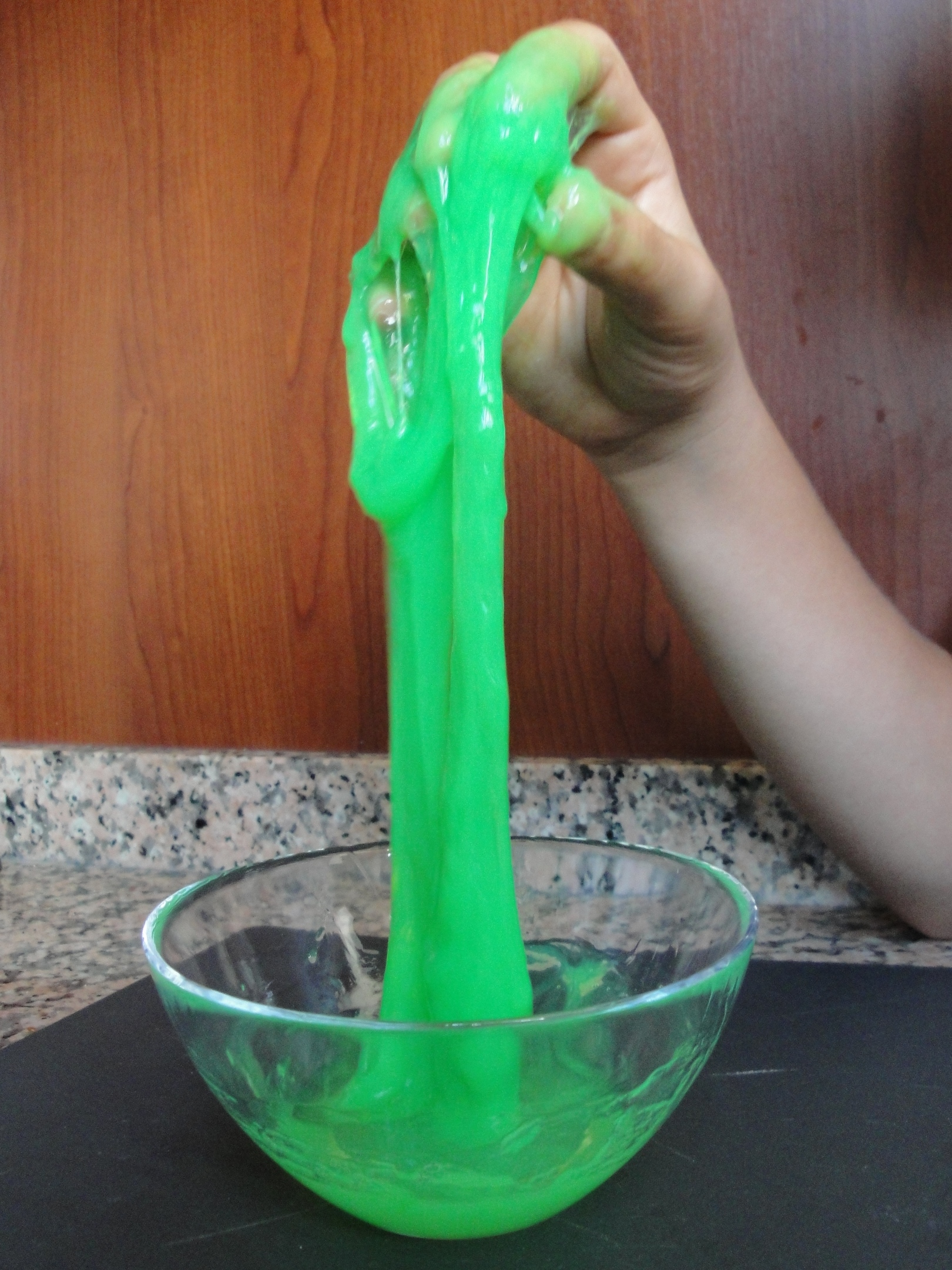
Polimer Flubber cu adaos de colorant alimentar verde. Polimerul este în mod normal incolor.

Flubber (numit astfel după filmul The Absent-Minded Professor), Glorp, Glurch sau Slime este un polimer cauciucat format prin reticularea alcoolului polivinilic (PVA) cu un compus borat. Slime poate fi fabricat prin combinarea adezivilor pe bază de acetat de polivinil cu borax.

## Reacție
Procesul de gelificare implică formarea unui ester borat care leagă lanțurile PVA. Esterii borați se formează ușor prin condensarea grupelor hidroxil și a grupelor B-OH.
Lanțurile polimerice individuale sunt legate între ele prin legături slabe de hidrogen. Rețeaua polimerică rezultată este compusă din șiruri de alcool polivinilic ținute împreună de moleculele de borat. Este evident că această legătură încrucișată este slabă din cauza ușurinței cu care slime-ul curge și se rupe. Cu toate acestea, chiar dacă această legătură încrucișată este slabă, ea modifică proprietățile polimerului rezultat.

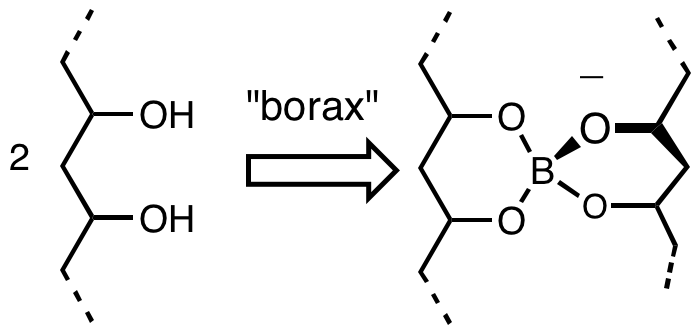
Structură pentru esterul borat care cuprinde legătura încrucișată în „slime”.

## Proprietăți
Flubber este un fluid nenewtonian care curge la solicitări reduse, dar se rupe la solicitări și presiuni mai mari. Această combinație de proprietăți asemănătoare fluidului și solidului îl face un fluid Maxwell. Comportamentul său poate fi descris și ca fiind viscoplastic sau gelatinos.